# Phytoestrogen
Phytoestrogen, ghép từ tiếp đầu ngữ phyto có nghĩa là thực vật (cây cỏ) và hormone nữ estrogen, có thể viết là plant estrogen, tạm gọi là thực vật nữ tố, là các chất chiết xuất từ thực vật hoặc các chất chuyển hoá của chúng, có thể tạo nên đáp ứng sinh học ở động vật có xương sống phỏng theo hoặc giống như tác dụng của các estrogen nội sinh, thông thường bằng cách gắn với các thụ thể estrogen.
Phytoestrogen là thành phần có thể gặp với hàm lượng tương đối cao ở nhiều thực phẩm quen thuộc của cộng đồng dân cư Á châu, đặc biệt trong đậu nành và các thực phẩm được chế biến từ đậu nành. Việc sử dụng các thực phẩm này, đặc biệt là các loại giàu isoflavon bước đầu tỏ ra có tác dụng có lợi trên một số rối loạn quanh-hậu mãn kinh.

## Phân loại
Đa số các phytoestrogen nằm trong một nhóm các chất có nhân phenol có tên là các flavonoid. Flavonoid được tìm thấy trong nhiều loại thực vật, một số chứa đến 7% trong trọng lượng khô . Nhóm các flavonoid được chia thành 3 lớp: các coumestan, các flavonoid được prenyl hoá và các isoflavon, trong đó các isoflavon có hoạt tính estrogen mạnh nhất.
Bên cạnh nhóm các flavonoid là nhóm các lignan với hoạt tính estrogen yếu hơn.
Các isoflavon có trong thức ăn có nguồn gốc thực vật bao gồm: genistein, daidzein, glycitein, biochanin A và formononetin, trong đó chủ yếu là genistein và daidzein.

## Chiết xuất
Cho đến nay, đậu nành được xem là nguồn thực phẩm chính cung cấp các phytoestrogen. Các sản phẩm từ đậu nành được chứng minh có chứa hàm lượng isoflavon đáng kể, trong đó hạt đậu và bột đậu chứa hàm lượng cao nhất (tương ứng là 1400–1530 mg/kg và 1310–1980 mg/kg). Các sản phẩm lên men đậu nành bao gồm tương đặc (miso) và đậu phụ cũng có hàm lượng isoflavon khá cao (290 – 530 mg/kg).
Coumestrol được tìm thấy với nồng độ cao nhất trong chồi cỏ ba lá đỏ (Trifolium pratense) (5611 mg/kg) và cỏ linh lăng (Medicago sativa) (720 mg/kg), sau đó là giá đậu xanh (47 mg/kg). Hublon có trong bia chứa nhiều các flavonoid prenyl hoá 

## Cơ chế tác dụng
Khi phytoestrogen gắn với thụ thể estrogen có thể tạo nên nhiều đáp ứng sinh học khác nhau. Nếu sau khi gắn kết nó kích thích thụ thể thì hoạt tính thu được gọi là chủ vận. Tuy nhiên có loại phytoestrogen sau khi gắn kết với thụ thể sẽ ức chế đáp ứng sinh học dạng estrogen, khi đó nó có tác dụng đối vận.
Một yếu tố chủ chốt quyết định đến tác dụng chủ vận hay đối vận của phytoestrogen là ái tính gắn kết với thụ thể estrogen. Nếu đáp ứng sinh học được tạo ra với nồng độ phytoestrogen tương đương với nồng độ estradiol thì chúng được xem là chất chủ vận. Ngược lại, các thành phần có tác dụng estrogen yếu đòi hỏi nồng độ rất cao để tạo nên tác dụng với mức độ như estradiol. Điều này cũng đúng đối với các chất đối vận. Một số phytoestrogen là các chất chủ vận cực kỳ yếu, thậm chí không thể kích thích thụ thể estrogen cả ở liều rất cao và có thể có cả tác dụng đối vận, chúng được xem là chất đối vận một phần .

## Dịch tế học và lâm sàng
Cho đến nay, nhiều nghiên cứu dịch tễ học, chủ yếu so sánh các nhóm phụ nữ châu Á với nhóm phụ nữ Âu - Mỹ đã được báo cáo và cho thấy các chế độ ăn giàu phytoestrogen cải thiện các triệu chứng thiếu hụt estrogen ở phụ nữ mãn kinh và có thể dự phòng ung thư vú, loãng xương và bệnh lý tim mạch . Tuy nhiên các chất này thể hiện tác dụng sinh học thông qua các cơ chế cực kỳ phức tạp. Tác dụng của chúng trên tế bào phụ thuộc vào lượng thụ thể α và β của estrogen .
Trong một nghiên cứu công bố năm 1998, Albertazzi và cộng sự đã ghi nhận sự cải thiện các biểu hiện của cơn bốc hoả ở các phụ nữ hậu mãn kinh sử dụng tinh chất protein đậu nành so với nhóm dùng casein. Trong nghiên cứu kéo dài 12 tuần trên 104 phụ nữ này, sử dụng hàng ngày 40g protein đậu nành chứa 76 mg isoflavon đã làm giảm 25% các trường hợp có triệu chứng bốc hoả nặng .
Có các dữ liệu lâm sàng chắc chắn về tác dụng bảo vệ của đậu nành lên hệ tim mạch, chủ yếu là nhờ ảnh hưởng có lợi lên cân bằng lipoprotein. Tuy nhiên người ta chưa rõ liệu tác dụng có lợi này chỉ do thành phần isoflavon hay là của cả các thành phần khác có trong đậu nành .
Vào năm 2000, một nghiên cứu tổng hợp đã chỉ ra rằng các isoflavon có tác dụng bảo vệ yếu trên sự mất xương hậu mãn kinh .
Đặc biệt mối liên quan giữa chế độ ăn giàu phytoestrogen và tần suất thấp mắc phải ung thư vú và ung thư niêm mạc tử cung đã được khảo sát rất kỹ lưỡng và được khẳng định, đặc biệt trên quần thể phụ nữ sinh sống ở Đông Á (Nhật Bản, Đài Loan) và Hawai. Sử dụng nhiều chế phẩm đậu nành trong thời gian dài tỏ ra có liên quan đến giảm nồng độ nội tiết tố sinh dục nữ do buồng trứng tiết ra và có tác dụng bảo vệ trên nguy cơ ung thư vú. Một nghiên cứu tiến cứu trên 22.000 phụ nữ Nhật Bản được công bố năm 2003 đã chỉ ra rằng chế độ ăn giàu isoflavon với xúp miso và chao làm giảm gần 50% nguy cơ tương đối mắc phải ung thư vú .